# Ƥ
Ƥ ،ƥ یا P ِ قلّاب‌دار یکی از حروف الفبای لاتین است. این حرف در الفبای چند زبان آفریقایی، از جمله در زبان سرر مورد استفاده است.
در گذشته، ƥ در الفبای آوانگاری بین‌المللی برای نشان‌دادن آوای انفجاری دولبی بی‌واک به‌کار می‌رفت، ولی در ۱۹۹۳ میلادی، [ɓ̥] جایگزین آن شده‌است.